# Grub (Suíça)
Grub é uma comuna da Suíça, no Cantão Appenzell Exterior, com cerca de 1.012 habitantes. Estende-se por uma área de 4,26 km², de densidade populacional de 238 hab/km². Confina com as seguintes comunas: Eggersriet (SG), Heiden, Rehetobel. 
A língua oficial nesta comuna é o Alemão.